# Valentim Sousa
Valentim Ferreira de Sousa (Póvoa de Varzim, 14 febbraio 2005) è un calciatore portoghese, attaccante del Rio Ave.

## Carriera
Sousa è cresciuto nel settore giovanile di Porto, Vitória Guimarães e Rio Ave. Il 14 agosto 2024 ha firmato il suo primo contratto professionistico con il club biancoverde ed il 23 novembre ha debuttato in prima squadra nell'incontro di Taça de Portugal vinto ai rigori contro l'Alverca.

## Statistiche

### Presenze e reti nei club
Statistiche aggiornate al 23 dicembre 2024.’’
| Stagione        | Squadra         | Campionato      | Campionato | Campionato | Coppe nazionali | Coppe nazionali | Coppe nazionali | Coppe continentali | Coppe continentali | Coppe continentali | Altre coppe | Altre coppe | Altre coppe | Totale | Totale |
| Stagione        | Squadra         | Comp            | Pres       | Reti       | Comp            | Pres            | Reti            | Comp               | Pres               | Reti               | Comp        | Pres        | Reti        | Pres   | Reti   |
| --------------- | --------------- | --------------- | ---------- | ---------- | --------------- | --------------- | --------------- | ------------------ | ------------------ | ------------------ | ----------- | ----------- | ----------- | ------ | ------ |
| 2024-2025       | Rio Ave         | PL              | 4          | 0          | CP+CdL          | 1+0             | 0               | -                  | -                  | -                  | -           | -           | -           | 5      | 0      |
| Totale carriera | Totale carriera | Totale carriera | 4          | 0          |                 | 1               | 0               |                    | -                  | -                  |             | -           | -           | 5      | 0      |